# Sidamon
Sidamon (em catalão e oficialmente) ou Sidamunt (em castelhano) é um município da Espanha na comarca de Pla d'Urgell, província de Lérida, comunidade autónoma da Catalunha. Tem 8,1 km² de área e em 2021 tinha 755 habitantes (densidade: 93,2 hab./km²).

## Demografia
| Variação demográfica do município entre 1991 e 2004 [carece de fontes?] | Variação demográfica do município entre 1991 e 2004 [carece de fontes?] | Variação demográfica do município entre 1991 e 2004 [carece de fontes?] | Variação demográfica do município entre 1991 e 2004 [carece de fontes?] |
| ----------------------------------------------------------------------- | ----------------------------------------------------------------------- | ----------------------------------------------------------------------- | ----------------------------------------------------------------------- |
| 1991                                                                    | 1996                                                                    | 2001                                                                    | 2004                                                                    |
| 444                                                                     | 455                                                                     | 586                                                                     | 642                                                                     |